# Слуга, Симон
Си́мон Слу́га (хорв. Simon Sluga; род. 17 марта 1993[…], Риека) — хорватский футболист, вратарь клуба «Целе». Выступал за национальную сборную Хорватии.

## Карьера
Симон Слуга начинал заниматься футболом в клубе «Ядран» из своего родного города Пореч. Затем он продолжил это делать в «Риеке», а также тренировался в молодёжным командах итальянских «Ювентуса» и «Эллас Вероны».
В сезоне 2013/14 Слуга на правах аренды защищал ворота команды хорватской Второй лиги «Поморац». В августе 2014 года он был отдан в аренду клубу Первой лиги «Локомотива». 19 сентября того же года Слуга дебютировал на высшем уровне, выйдя в основном составе «Локомотивы» в домашнем поединке против «Задара». В сезоне 2015/16 он был отдан в аренду команде итальянской Серии B «Специя», но не сыграл ни в одном официальном матче за неё.
В июле 2019 года из хорватской «Риеки» перешёл в английский клуб «Лутон Таун» из Чемпионшипа за 1,5 млн евро, став самым дорогим приобретением «шляпников» за всю историю этого клуба.
В январе 2022 года подписал соглашение с болгарским клубом «Лудогорец».

## Статистика
|         |            |           | Лига  | Лига | Кубок | Кубок | Европа | Европа | Всего | Всего |
| Клуб    | Лига       | Сезон     | Матчи | Голы | Матчи | Голы  | Матчи  | Голы   | Матчи | Голы  |
| ------- | ---------- | --------- | ----- | ---- | ----- | ----- | ------ | ------ | ----- | ----- |
| 2013/14 | Поморац    | Друга ХНЛ | 31    | 0    | 0     | 0     | -      | -      | 31    | 0     |
| 2014/15 | Локомотива | Прва ХНЛ  | 26    | 0    | 2     | 0     | -      | -      | 28    | 0     |
| 2015/16 | Риека      | Прва ХНЛ  | 2     | 0    | 0     | 0     | 1      | 0      | 3     | 0     |
| 2016/17 | Риека      | Прва ХНЛ  | 0     | 0    | 2     | 0     | 0      | 0      | 2     | 0     |
| 2017/18 | Риека      | Прва ХНЛ  | 3     | 0    | 0     | 0     | 4      | 0      | 7     | 0     |

## Достижения
«Риека»
- Чемпион Хорватии: 2016/17
- Обладатель Кубка Хорватии: 2016/17, 2018/19